# Iván Mauricio Casas
Iván Mauricio Casas (Tunja, departamento de Boyacá, 12 de junio de 1980) es un ciclista colombiano.
Hijo del exciclista y expresidente de la Federación Colombiana de Ciclismo Plinio Casas (ya fallecido), destaca como contrarrelojista, siendo su mayor lauro en esa especialidad cuando se consagró Campeón Panamericano en 2010.
Con el equipo Lotería de Boyacá, en 2005 logró un 2.º puesto en la Doble Copacabana (prueba disputada en Bolivia y que luego se transformaría en la Vuelta a Bolivia) y fue vicecampeón colombiano de ruta en 2006 para luego pasar al equipo profesional Boyacá es Para Vivirla-Marche Team obteniendo una etapa en el Giro del Friuli Venezia Giulia (Italia) y la Vuelta a Boyacá.
Retornó al Lotería de Boyacá en 2008 y en 2010 volvió al equipo de su departamento, ahora como Boyacá Orgullo de América.
En mayo defendiendo a su selección ganó la medalla de oro en el Campeonato Panamericano de Ciclismo en Ruta disputados en Aguascalientes (México) y en septiembre conquistó su 2.ª Vuelta a Boyacá además de una etapa de la Vuelta a Venezuela y otra en la Vuelta a Chiapas.  
En abril de 2011 logró su primera victoria en una competencia en el extranjero, cuando se coronó campeón de la Vuelta Ciclista del Uruguay y pocos días después finalizó 2.º en la contrarreloj de los Campeonatos panamericanos obteniendo la medalla de plata.  En septiembre, ganaría el Campeonato de Colombia de Ciclismo Contrarreloj y en noviembre la Vuelta a Chiapas, en México.

## Palmarés
2006
- 2.º en el Campeonato de Colombia en Ruta
- 1 etapa de la Doble Copacabana Grand Prix Fides

2007
- Vuelta a Boyacá
- 1 etapa del Giro del Friuli Venezia Giulia

2008
- Clásica de Fusagasugá
- 1 etapa de la Vuelta Independencia Nacional

2010
- Vuelta a Boyacá
- Campeonato Panamericano de Ciclismo en Ruta, Contrarreloj
- 1 etapa de la Vuelta a Venezuela

2011
- Vuelta Ciclista del Uruguay, más 1 etapa
- 2.º en el Campeonato Panamericano de Ciclismo en Ruta, Contrarreloj
- Campeonato de Colombia Contrarreloj[6]
- Vuelta Ciclista a Chiapas

2012
- Campeonato de Colombia Contrarreloj

2013
- 2.º en el Campeonato de Colombia Contrarreloj